# Сан Бенедето деј Марзи
Сан Бенедето деј Марзи (итал. San Benedetto dei Marsi) је насеље у Италији у округу Л'Аквила, региону Абруцо.
Према процени из 2011. у насељу је живело 3896 становника. Насеље се налази на надморској висини од 679 м.

## Становништво
Према резултатима пописа становништва 2011. у општини је живело 3.910 становника.
| 1931. | 1936. | 1951. | 1961. | 1971. | 1981. | 1991. | 2001. | 2011. |
| ----- | ----- | ----- | ----- | ----- | ----- | ----- | ----- | ----- |
| 3.835 | 4.085 | 4.349 | 4.232 | 3.772 | 3.879 | 3.916 | 4.006 | 3.910 |

## Партнерски градови
- Corinaldo